# Chikkasathigala, Sakleshpur
Chikkasathigala là một làng thuộc tehsil Sakleshpur, huyện Hassan, bang Karnataka, Ấn Độ.